# Rosowski (Fernsehserie)
Rosowski ist eine Fernsehserie von Markus Bräutigam aus dem Jahr 1986. Die Serie besteht aus einer Staffel mit sechs Folgen und wurde im Auftrag des Bayerischen Rundfunks von der Infafilm GmbH Manfred Korytowski gedreht. Die Erstausstrahlung erfolgte bei der ARD-Das Erste. Die Regie wurde mit dem ARD-Starlight-Preis ausgezeichnet. Im Zentrum der Serie steht der tollpatschige Rechtsanwalt Max Rosowski, gespielt von Michael Wittenborn, der sich mit seinen Eskapaden in der Kanzlei Stanglmaier anlässlich seiner Liebe zu der wilden Theresa zum romantisch-komödiantischen Helden entwickelt.

## Handlung
Max Rosowski, ein junger Rechtsanwalt, heuert bei dem alteingesessenen Rechtsanwalt Stanglmaier an. Der bearbeitet seine Fälle stets zigarrerauchend, altklug und schlitzohrig. Rosowski ist für Stanglmaier ein treuer und wissbegieriger Junior, verhält sich jedoch tollpatschig und unbeholfen. Trotzdem genießt er das Vertrauen von Stanglmaier. Dieser setzt ihn als Erstes auf einen Scheidungsfall eines steinreichen Ehepaares an. Dadurch lernt Rosowski Theresa kennen, die sich ungestüm durch das Leben treiben lässt.
Rosowski, stets adrett gekleidet mit beigefarbenem Anzug und Krawatte, will eigentlich ein Draufgänger und Abenteurer sein. Er definiert sich als Auto- und Frauenversteher. Dabei schwankt er tragikomisch zwischen prahlendem Selbstbewusstsein und schüchterner Nachdenklichkeit. Mit seiner spießigen Freundin Manuela, die mit Rosowskis Mutter schon die Vermählung im Auge hat, geht es kühl und nüchtern zu. Kein Wunder, dass Max sich bei Manuela und seiner Mutter eingeengt fühlt und sofort zu Theresa hingezogen. Anschub bekommt er von Shorry, einem Kleinganoven, der Max kurzärmlig mit lockeren Sprüchen begleitet und so sein bester Freund wird. Der alte Stanglmaier umschwärmt derweil die Mutter von Rosowski mit wenig erfolgreichen Methoden des klassischen Gentleman.
Theresa und Rosowski kommen zusammen. Für sie ist ihr unbeholfener und tollpatschiger Max, der mit dem verzweifelten Versuch, einen seriösen Anwalt abzugeben und gleichzeitig seine Ideale als Freiheitsmensch und Frauenkenner zu verfolgen, immer wieder scheitert, einfach nur ihr „Tiger“. Rührselig und aufopfernd schwärmt sie unentwegt für ihn, obwohl er die Beziehung mit der Empathie eines Roboters pflegt und sie damit immer wieder enttäuscht. Die beiden lieben sich, laufen mit ihren Plänen und Interessen aber ständig aneinander vorbei. Am Ende retten sie sich aber immer wieder gegenseitig aus aussichtslosen Situationen. Derweil kommt Shorry ins Gefängnis, aber später auch wieder heraus.
Max Rosowski macht sich mit eigener Kanzlei selbständig. Er scheitert damit aber ebenso wie mit seiner spontanen, angeblich wissenschaftlich notwendigen Trennung von Theresa. Die will sich von nun an um alles in der Welt als Schauspielerin einen Namen machen. Dabei wollten beide zusammen doch endlich einmal nach Venedig verreisen. Während Theresa zur Schauspielschule geht, wird Rosowski als Straßenmusiker mit dem Titel „Oh Girl“ von den Beatles entdeckt und das Opfer im Videodreh einer Musikproduzentin. Max sieht sich künstlerisch verkannt.
Stanglmaier möchte derweil noch einmal jung sein. Er sucht sich, nachdem es mit Max’ Mutter nicht so richtig klappen will, eine junge vollbusige Blondine als Begleitung. Am Ende heiratet er schließlich doch seine adelige Sekretärin.
Gleichzeitig arbeiten Stanglmaier und Rosowski mit Probefahrten in einer Sandgrube daran, die Rallye Paris-Dakar zu fahren. Durch alle Folgen zeigt Max Rosowski, wie aufregend und facettenreich das junge Leben eines draufgängerischen Rechtsanwalts, der eigentlich viel mehr seine verborgenen Talente als Autoschrauber, Popstar und Frauenversteher pflegen müsste, sein kann, wenn man nur alles sauber durchplant, um dann stets im aussichtslosen Chaos zu landen – ein Chaos, aus dem ihn letztlich nur seine große Liebe Theresa befreien kann.